# NGC 7814
NGC 7814 (nota anche come C 43) è una galassia a spirale situata a circa quarantanove milioni di anni luce (15,02 megaparsecs) di distanza nella costellazione del Pegaso. Possiede una magnitudine apparente di 10.8, una declinazione di +16° 08' 43" e una ascensione retta de 00 ore, 03 minuti e 14,8 secondi.

## Supernovae
Il 1 luglio 2021 è stata individuata la supernova SN2021rhu dal programma di ricerca automatico statunitense Zwicky Transient Facility. Il massimo di luminosità è stato raggiunto il 16 luglio con magn. +12,1.

## Collegamenti esterni

NGC 7814 (Hubble Space Telescope)